# Рагхурам Раджан
Рагхурам Говінд Раджан (3 лютого 1963 , Бгопал ) — індійський економіст, професор фінансів Booth School of Business (Вищої школи бізнесу Чиказького університету). Голова Резервного банку Індії в 2013—2016. Головний економіст Міжнародного валютного фонду в 2003—2007.

## Біографія
Народився в Бхопалі, штат Мадх'я-Прадеш у тамільській родині. Батько — офіцер розвідки Індії. У дитинстві Рагхурам жив в країнах, в яких його батько працював під виглядом дипломата, зокрема в Індонезії та Шрі-Ланці.
В 1985 отримав ступінь бакалавра електротехніки в Індійському технологічному інституті в Делі. В 1987 отримав ступінь MBA в Індійському інституті менеджменту в Ахмадабаді. У 1991 став доктором філософії в сфері менеджменту в MIT Sloan школі менеджменту при Массачусетському технологічному інституті.
З 1991 року викладав фінанси і банківську справу в школі бізнесу Booth Чиказького університету.
Вересень 2003-січень 2007 — головний економіст МВФ.
В 2005 році на конференції директорів найбільших центральних банків світу, темою якої було спадщина ери Грінспена, так як вона була останньою для голови Ради керуючих Федеральної резервної системи Алана Грінспена, виступив з доповіддю «чи не став світ ризикованішим в результаті фінансового розвитку?». У доповіді, що викликала критику більшості присутніх, висловив застереження, що в результаті дерегуляції фінансового сектора працівники банків, які отримують великі бонуси за підвищення доходів, майже не несуть покарання за збитки. Через цю доповідь має репутацію одного з економістів, які попереджали про загрозу глобальної фінансової кризи до його початку.
В 2011 президент Американської фінансової асоціації.
10 серпня 2012 — 4 вересня 2013 — головний економічний радник уряду Індії, змінив на цій посаді Каушик Басу, який обійняв посаду шефа-економіста Світового банку.
4 вересня 2013 призначений головою Резервного банку Індії на трирічний термін. В цей час фінансова ситуація характеризувалася стрімким зниженням курсу рупії після того як глава ФРС Бен Бернанке оголосив про швидке завершення кількісного пом'якшення. Інфляція у вересні склала близько 10% в річному численні.
Досягненням політики Раджана стало зниження цього показника до 3,78% в липні 2015 року. Вже в листопаді 2013 Резервний банк Індії представив нові правила, що дозволяють іноземним банкам розширити свою присутність в країні.
Перевагою Раджана як глави центрального банку крім його фінансової компетентності є те, що він не пов'язаний ні з банківськими, ні з промисловими корпоративними інтересами. Короткострокові інтереси економічних агентів рідко збігаються з довгостроковими. «Я ще не зустрічав промисловця, який не хотів би зниження ставок. На якому б рівні вони не знаходилися», — говорить Раджан. Однак негайне виконання бажань промисловця може йому зашкодити, тому Раджан має проводити політику центрального банку відповідно до економічних законів.
У червні 2016 повідомив, що не висуватиметься на другий термін на посаду глави центрального банку, та 4 вересня залишив посаду через закінчення терміну повноважень.
Член Американської академії мистецтв і наук та «Групи тридцяти».
Одружений, двоє дітей. Дружина, однокурсниця по інституту менеджменту в Ахмадабаді, викладає в школі права Чиказького університету. Вегетаріанець.

## Економічні погляди

### Книга «Порятунок капіталізму від капіталістів»
Капіталізм — це перш за все конкурентні ринки, які і в теорії, і на практиці вигідні всім. В цілому. Але «зокрема» так не завжди. Кожен економічний суб'єкт хоче рівних правил гри для всіх, але для себе особисто — пільг і преференцій. Великим компаніям вигідна монополізація, а конкуренція загрожує втратою частини контрактів. Прихід іноземних компаній може призвести до необхідністы озиратися на умови життя і ведення бізнесу в іншій країні.
Для підтримки конкуренції важливий баланс — обережне державне регулювання, не надто активне, але і не пускає все на самоплив, як Алан Грінспен, який вважав, що приватні банки, які держава підіграє за рахунок дешевих кредитів, можуть самі регулювати рівень своїх ризиків. Потрібно захищати капіталізм як систему вільного підприємництва, а не капіталістів; ринки, а не великих власників.
Їх інтереси часто не збігаються: так, великим власникам простіше захистити свої інтереси в підконтрольному суді, а не в тому, який неупереджено ставиться до зловживань як в невеликій компанії, так і в гігантському холдингу. У країнах, що розвиваються нерідко олігархи зупиняють розвиток ринків, об'єднуючись під приводом порятунку країни від зовнішньої загрози, захисту знедолених, допомоги банківській системі з тими, хто боїться конкуренції: пенсіонерами, безробітними, бідняками-фермерами, і сприяючи відмові від конкуренції на користь політиків і чиновників, які приймають рішення. Тоді і відбувається «капіталізм для своїх».

### Книга «Лінії розлому»
Неправильні стимули для банкірів, про які Раджан говорив у своїй доповіді в 2005, лише вершина айсберга. Хоча базові ідеї системи вільного підприємництва правильні, лінії розлому, які привели до кризи в 2008, носять системний характер.
Лінії розлому першого типу обумовлені внутрішнім політичним тиском, особливо в США. Будь-яка фінансова криза має політичні корені — кожна впливова політична сила прагне подолати створені в розвинених країнах обмеження фінансових надмірностей.
Другий тип розломів виникає в міжнародних торговельних потоках. Німеччина, Японія, а потім Китай та інші країни, що розвиваються зробили упор на експорт, робить їх надмірно залежними від іноземного споживача. В результаті країни-експортери надали країнам-споживачам можливість жити в борг. Щоб переорієнтувати економіку на внутрішній попит необхідні реформи, але їх проведення ускладнюється через старіння населення країн-експортерів.
Третя лінія розлому виникає через те, що в багатьох країнах, що розвиваються, в тому числі в Індії, КНР і Росії, фінансові системи непрозорі, головна цінність в таких системах полягає в «зв'язках» (капіталізм для своїх), умови контрактів часто результат інсайдерських змов, а не об'єктивної експертизи. Часто джерелом фінансування для таких країн є іноземні банки, вони при погіршенні ситуації забирають свої гроші, і це призводить до руйнівних економічних та політичних криз в Мексиці, Аргентині, Малайзії, Таїланді, Індонезії.
Автор пропонує 3 рецепта: 1) реформувати фінансову систему, відмовившись від правил гри, вигідних небагатьом; 2) зупинити зростання соціальної поляризації, скоротивши нерівності в доступі до поліпшення людського капіталу; 3) перешкодити зростанню дисбалансів, коли економічний успіх цілих країн залежить від іноземних споживачів.

## Нагороди
- 2003: Премія Фішера Блека[en] Американської фінансової асоціації для вчених-економістів до 40 років
- 2010: Премія і медаль Бернарда Хармса[de]
- 2010: Приз Financial Times та Goldman Sachs за кращу книгу в області бізнесу («Лінії розлому: приховані тріщини, все ще загрожують світовій економіці»)
- 2013: Премія Deutsche Bank за внесок у фінансову науку
- 2014: Приз журналу Euromoney кращому голові центрального банку 2014 року[10]
- 2015: Приз журналу Central Banking кращому голові центрального банку 2014 року[11]
- 2017: Adam-Smith-Preis[de] [12]
- 2017: Thomson Reuters Citation Laureates[13]

## Монографії
- mit Luigi Zingales: Saving Capitalism from the Capitalists. Princeton University Press, 2004, ISBN 0-691-12128-1.
- Fault Lines. Princeton University Press, 2010, ISBN 978-0-691-14683-6.
  - deutsch: Fault Lines - Verwerfungen. warum sie noch immer die Weltwirtschaft bedrohen und was jetzt zu tun ist. Finanzbuch Verlag, München 2012, ISBN 978-3-89879-685-9.
- mit der Squam Lake Working Group: The Squam Lake Report: Fixing the Financial System. Princeton University Press, 2010, ISBN 978-0-691-14884-7.